# Вибух у Манчестері (2017)
Вибух у Манчестері — терористичний акт, здійснений пізнього вечора 22 травня 2017 на Манчестер Арені (Велика Британія), де проходив концерт американської поп-співачки Аріани Ґранде. Поліція ідентифікувала нападника: ним виявився 22-річний британець лівійської походження Салман Рамадан Абеді. Терорист підірвав саморобний вибуховий пристрій, начинений цвяхами в той момент, коли глядачі виходили із зали. 23 дорослих і дітей, включаючи самого смертника, були вбиті, 116 отримали поранення, деякі — знаходяться в критичному стані. Відповідальність за злочин взяло терористичне угруповання Ісламська Держава.

## Перебіг подій
22 травня 2017 року, близько 22.33 (0.33 за київським часом), терорист-смертник підірвав саморобний вибуховий пристрій, начинений гайками та болтами у фоє Манчестер Арени. Напад стався відразу після концерту Аріани Ґранде, який був частиною її туру «Небезпечна жінка» 2017 року. На концерт було розпродано багато квитків, його відвідали 21 000 чоловік. Під час вибуху у фоє знаходилося багато приїжджих, а також підлітки і діти.
Поліція Великого Манчестера оголосила цей інцидент терористичним нападом, назвавши виконавця суїцидальним. Даний злочин став найбільш смертоносною атакою в Сполученому Королівстві після лондонських вибухів 7 липня 2005. На концерті разом зі своєю сім'єю був присутній мер Ліверпуля Стів Руферам, ніхто з них не постраждав. Аріана Ґранде також не постраждала.

## Постраждалі особи
Жертвами вибуху стали 22 особи, серед загиблих — діти і підлітки. Осколкові поранення різної тяжкості отримали понад 50 осіб. Усі жертви теракту — англійці.

### Список загиблих
| Ім'я                | Вік | Стать   | Національність |
| ------------------- | --- | ------- | -------------- |
| Сеффі Роуз Руссос   | 8   | жінка   | англійка       |
| Джорджина Калландер | 18  | жінка   | англійка       |
| Джон Аткінсон       | 28  | чоловік | англієць       |
| Олівія Кемпбел      | 15  | жінка   | англійка       |

## Реакція на подію

### Реакція всередині країни
Прем'єр-міністр Великої Британії Тереза Мей виступила з приводу теракту в Манчестері. Мей висловила співчуття родичам загиблих і постраждалим від терористичного акту. 23 травня було проведено засідання надзвичайного комітету.

### Міжнародна реакція

#### Реакція України
Президент України Петро Порошенко написав у своєму твіттері наступне:

| Шокований звісткою про теракт у Манчестері. Суворо засуджую будь-які акти тероризму. Моï найщиріші співчуття сім'ям та близьким загиблих. Украïна разом з Великою Британією у ці трагічні часи. |